# Pablo Galimberti
Pablo Jaime Galimberti di Vietri (ur. 8 maja 1941 w Montevideo) – urugwajski duchowny rzymskokatolicki, od 2006 do 2018 biskup Salto.

## Życiorys
Święcenia kapłańskie otrzymał 29 maja 1971. Był przede wszystkim wykładowcą na Katolickim Uniwersytecie Urugwaju oraz wychowawcą w seminarium międzydiecezjalnym w Montevideo.
12 grudnia 1983 został mianowany biskupem San José de Mayo, zaś 18 marca 1984 otrzymał sakrę biskupią z rąk arcybiskupa Franco Brambilli. 16 maja 2006 otrzymał nominację na biskupa Salto.
W urugwajskiej Konferencji Episkopatu pełnił funkcje: wiceprzewodniczącego (1998-2000), sekretarza generalnego (2000-2003) oraz przewodniczącego (2004-2007).
24 lipca 2018 przeszedł na emeryturę.